# Apolo de Cleveland
El Apolo de Cleveland es una escultura en bronce del tipo del Apolo Sauroctono atribuido a Praxiteles. Se conserva en el Cleveland Museum of Art con el número de inventario 2004.30.

## Historia
En 2003 apareció en el mercado de arte esta escultura hasta entonces desconocida del Apolo Sauroctono de tamaño natural, en bronce. Según el vendedor, provenía de una residencia particular situada en la antigua RDA, donde se consideraba copia de los siglos XVIII o XIX. Fue adquirida en 2004 por el Cleveland Museum of Art gracias a los fondos donados por Severance y Greta Millikin
La escultura fue inmediatamente objeto de una controversia sobre su origen, pues hubo rumores que indicaban que había sido expoliada de Italia o de la propia Grecia, lo que motivó que el Consejo central arqueológico griego (KAS) solicitase oficialmente al Museo del Louvre, que no la acogiese en el marco de la exposición que en la primavera de 2007 dedicó a Praxiteles. Italia también reclamó la restitución de la obra.
El museo, por su lado, mantuvo la versión del vendedor y presentó los resultados del análisis técnico realizado a la estatua. Según ellos, la escultura está recubierta por una capa de pátina y con restos de corrosión, lo que testimonia un largo periodo de enterramiento, con alternancia de fases de sequía y de humedad. Los exámenes químicos demostrarían por otro lado que el bronce empleado es antiguo, en tanto que la base, realizada con una aleación diferente, data posiblemente de época renacentista. El bronce de la base, en contacto con el pie derecho, tiene finalmente una antigüedad de cerca de cien años, lo cual descartaría que se trate de un robo reciente.

## Descripción
La escultura, de tamaño natural, corresponde al tipo del Apolo Sauroctono, que representa al dios Apolo junto a un árbol, con la flecha en la mano, preparándose para dar muerte a un lagarto que trepa por el tronco. La obra, realizada en bronce, se encuentra relativamente bien conservada: solo faltan los brazos y el tronco, se ha conservado la mano y parte del antebrazo izquierdo así como el lagarto.
El dios se representa en movimiento, creando una pronunciada curva en la cadera: apoyado en la pierna derecha, repliega la izquierda y el pie izquierdo se sitúa completamente por detrás del talón derecho. El bronce, realizado a la cera perdida, se distingue por la calidad de su ejecución. Los contornos se dibujan más firmemente que en las copias en mármol. Los labios y los senos llevan incrustaciones en cobre y los ojos son de piedra. Algunos detalles fueron ejecutados a la cera antes de la fundición del bronce, como los cabellos, sujetos por una banda. Todo ello testimonia la maestría del escultor y de su taller.

## Atribución
El tipo del Apolo Sauroctono se atribuye a Praxiteles a partir de un texto de Plinio el Viejo: «[Praxiteles realizó también en bronce] un Apolo joven, amenazando con una flecha a un reptil que trepa, al que llaman sauroctono». El Apolo de Cleveland, que se corresponde perfectamente con la descripción de Plinio, es el único ejemplar en bronce de tamaño natural conservado. Por otro lado, las características de la estatua son compatibles con una datación en el segundo clasicismo (siglo V a. C.). Por ello, y teniendo en cuenta la calidad de la obra, Michael Bennett, conservador de antigüedades griegas y romanas del museo de Cleveland, considera que es pieza próxima al arte de Praxiteles y podría ser original del maestro ateniense.